# Platte (Dakota del Sud)
Platte è una città della contea di Charles Mix, Dakota del Sud, Stati Uniti. La popolazione era di 1 296 abitanti al censimento del 2020. La comunità prende il nome dal Platte Creek, un affluente del lago Francis Case, che sfocia nel Missouri. Platte si trova a 15 miglia a est del lago.

## Geografia fisica
Secondo l'Ufficio del censimento degli Stati Uniti, ha una superficie totale di 1,02 mi² (2,64 km²).

## Storia
Lewis e Clark durante la loro spedizione furono avvisati di stare attenti ai "promontori che prendevano fuoco" nell'area. La fondazione dell'insediamento risale al 1880. Un commerciante di pellicce, di nome Bernard Pratte, abitava vicino alla foce di quello che allora era conosciuto come "Fish Creek". Il cognome di Pratte venne trascritto erroneamente come Platte sulla prima mappa che mostrava il torrente e in seguito non venne corretto. La futura città di Platte prese il nome dal torrente.
Per 12 anni, la contea di Charles Mix è stata l'unica contea dello Stato del Dakota del Sud senza un collegamento ferroviario. Platte fu fondata ufficialmente nell'estate del 1900, dopo essere stata scelta come capolinea di un ramo ferroviario della Chicago, Milwaukee, and St. Paul da Yankton. La ferrovia arrivò nel mese di ottobre e gli edifici furono spostati dai vicini insediamenti di Castalia, Old Platte ed Edgerton. Il quotidiano Platte Enterprise è stato fondato nel 1900 ed è pubblicato ancora oggi.
La grande depressione e la siccità negli anni '30 portarono alla disoccupazione e all'emigrazione dall'area. Durante questo periodo fu costruita una diga sul Platte Creek. L'area divenne un luogo per fare picnic e per la ricreazione. Nel 1956, il completamento dei lavori della diga di Fort Randall portarono alla creazione del lago Francis Case. Nel 1966, il Platte-Winner Bridge è stato completato sul lago, offrendo ai viaggiatori un nuovo percorso da e per le Black Hills.

## Società

### Evoluzione demografica
Secondo il censimento del 2020, la popolazione era di 1 296 abitanti.